# Royaume de L'Anse Saint-Jean
Le Royaume de L'Anse-Saint-Jean est une micronation monarchique éphémère établie par un référendum dans la municipalité de L'Anse-Saint-Jean, au Québec entre 1997 et 2000.

## Histoire
| \| Localisation sur la carte du Canada \| Localisation sur la carte du Canada. |
| Localisation sur la carte du Canada                                            |

Le 24 juin 1997, jour de la Saint-Jean, l’artiste Denys Tremblay fait couronner son personnage de "L'Illustre inconnu" comme roi de L'Anse Saint-Jean, devant 1 500 personnes.
Son premier projet est de créer une fresque végétale gigantesque d'un Saint-Jean du Millénaire sur les flancs du mont Édouard. Il fait un référendum pour lancer le financement du projet, estimé à un million de dollars, mais le projet ne sera jamais concrétisé.
Dans toute la controverse suscitée, le roi Denys Ier abdique lui-même lors d’une cérémonie le 14 janvier 2000.
L'artiste Denys Tremblay poursuit une œuvre à titre de Roy municipal émérite, maintient une Cour Royale de L'Anse-Saint-Jean depuis une Maison royale au Lac Clair à Falardeau, qui corrobore son statut unique, selon Hervé Fischer, de « Roi Américain ».